# 満天握り月太郎
『満天握り月太郎』（まんてんにぎりつきたろう）は、たがわ靖之による日本の漫画作品。『COMIC山ちゃん』→『COMICトッパー』（英知出版）連載。

## 概要
影の寿司職人組織の野望を潰えるため、板前・大上月太郎と雇われ先の寿司屋、覇王家の戦いを描く。当初は正当な料理漫画だったが、3話から路線変更でギャグ漫画の要素が強くなった。
フジテレビ系の深夜番組「冒冒グラフ」にて朗読劇が放送されたが、放送中に『COMIC山ちゃん』が休刊。ノベル本『冒冒ブックス』に番外編が掲載された。その登場人物紹介には中卒、童貞、処女等、信憑性が薄く、要らない設定まで明らかになっている。

## あらすじ
東京に店を構える寿司屋「覇王寿司」。店主の覇王岩鉄が病床に伏して、跡継ぎの京子は女性という事で軽視され店の行く末はお先真っ暗な中ある日、店にふらりと入ってきた青年は出てきた寿司を見て「本物の握りを見せてやる。」と言い秘技満月握りを見せ店を去る。青年の正体、目的とは……。

## 登場人物
大神月太郎（おおがみ つきたろう）
声 - 東野幸治
本編の主人公。中卒で童貞。満月の夜になると脅威の握り満月握りができるサイコパス寿司職人。満月に雲が隠れると、実力が発揮できない。満月以外では、並以下の実力。
覇王岩鉄（はおう がんてつ）
声 - 板尾創路
寿司屋「覇王寿司」店主。秘技「覇王握り」の持ち主だが、病に伏して、めったに厨房には立たない。所構わず寿司勝負を挑み400勝1敗（素人含む）の脅威の戦績を誇る。満月握りを一目見れば、秘密を見つけられるらしく、月太郎を雇い、秘密を見つけようするが、その時に限って目潰し、旅行、病気などで妨害される。山太郎に負けたことがトラウマになっている。
覇王京子（はおう きょうこ）
声 - 不明
岩鉄の娘。威勢がよく、跡継ぎとして見られているが女性という事で力不足と客から見られている。終生のライバルとして、西園寺麗華というお嬢様寿司職人が後半に登場しているらしい。
英五郎（はなぶさ ごろう）
声 - 今田耕司
愛称は「ヒデ」（周りが苗字の『はなぶさ』を読めずに「ひで ごろう」と呼んでしまうためついた）。京子に続く二番手の中堅板前。フィリピンパブに入れあげている。
影の寿司職人組織
大神山太郎と岩鉄にあっさり負けた事を逆恨みし、寿司ロボ「スッシーン」を作り、寿司界を牛耳ろうとする。
大神山太郎（おおがみ やまたろう）
声 - 東野幸治
月太郎の父。故人。謎の寿司職人組織の存在を知り、覇王寿司に月太郎を託す。岩鉄の1敗は山太郎によるもの。
握り棒弁慶
声 - 東野幸治
覇王寿司に道場破りに来た弁慶ヲタクの寿司職人。京子に勝ち自分の陰茎を握らせようとするが満月を見た月太郎の海苔巻きに完敗する。
クラマ
声 - 今田耕司
同じく覇王寿司に道場破りに来た天狗寿司職人。ヤツデの葉で寿司を量産するが、岩鉄の覇王握りの前に敗れる。